# Премія Плімптона
Премія Плімптона — це щорічна нагорода в розмірі 10 000 доларів США, яку видавництвоThe Paris Review вручає авторам, які раніше не публікувалися або початківцям, чиї художні твори були нещодавно опубліковані цим виданням. 
Нагорода була названа на честь довголітнього редактора The Paris Review Джорджа Плімптона, який помер у 2003 році. Премію Плімптона фінансують Сара Плімптон, його вдова, і Террі МакДонелл, президент ради директорів The Paris Review.

## Лауреати премії Плімптон
- 1993: Macia Guthridge, за Bones[2]
- 1994: Вікрам Чандра, за Dharma"[2]
- 1995: Lise Goett, за Three Poems[2]
- 1996: Елізабет Ґілберт, за The Famous Torn and Restored Lit Cigarette Trick[2]
- 1997: Мартін Мак-Дона, за The Cripple of Inishmaan[2]
- 1998: Julie Orringer, за When She Is Old and I Am Famous[2]
- 1999: Деніел Лібман, за In the Belly of the Cat[2]
- 2000: Karl Iagnemma, за On the Nature of Human Romantic Interaction[2]
- 2001: Джон Барлоу, за Eating Mammals[2]
- 2002: Wells Tower, за The Brown Coast[2]
- 2003: Yiyun Li, за Immortality[2]
- 2004: Malinda McCollum, за The Fifth Wall[2]
- 2007: Benjamin Percy, за Refresh, Refresh[2]
- 2008: Jesse Ball, за The Early Deaths of Lubeck, Brennan, Harp, and Carr[2]
- 2009: Alistair Morgan, за Departure[2]
- 2010: Caitlin Horrocks, за At the Zoo[2]
- 2011: April Ayers Lawson, за Virgin[2]
- 2012: Amie Barrodale, за William Wei[2]
- 2013: Отесса Мошфег, за Disgust and Bettering Myself[2]
- 2014: Емма Клайн, за Marion[2][3]
- 2015: Atticus Lish, за Preparation for the Next Life[2]
- 2016: David Szalay, за Youth and Lascia Amor e siegui Marte
- 2017: Alexia Arthurs, за Bad Behavior
- 2018: Isabella Hammad, за The Parisian[4]
- 2019: Kelli Jo Ford, за Hybrid Vigor[2]
- 2020: Jonathan Escoffery, за Under the Ackee Tree[2]
- 2021: Eloghosa Osunde, за Good Boy[5]
- 2022: Chetna Maroo, за Brothers and Sisters[6]
- 2023: Harriet Clark, за Descent[7]
- 2024: Moira McCavana, за Every Hair Casts a Shadow[8]